# Anoplophora malasiaca
Anoplophora malasiaca là một loài bọ cánh cứng trong họ Cerambycidae.